# Karlsplatz
Karlsplatz er en plads i Østrigs hovedstad Wien. Pladsen, der ligger på grænsen mellem bezirkene I. Innere Stadt og IV. Wieden, er et trafikknudepunkt og gennemskåret af flere trafikårer. Pladsen fik sit navn i 1899, og opstod efter en tildækning af Wienfloden. Den er opkaldt efter kejser Karl VI. (1685-1740), som under Wiens pestepidemi i 1713 afgav et løfte om at bygge en kirke, som er den nuværende Karlskirche. Denne er til gengæld opkaldt efter den helgenkårede Carlo Borromeo.

## Arkitektur
Den største del af pladsen ligger på sydsiden, der er afgrænset af den evangeliske skole og Wien Tekniske Universitets hovedbygning. På denne del af pladsen ligger Resselpark, hvor der findes flere mindesmærker. Mod øst ligger Karlskirche, med et foran liggende vand-spejlbassin med en figur af Henry Moore, ligesom Wien Museum og Winterthur-Forsikring også ligger her. Afskåret fra den øvrige del af pladsen ligger mod nord Wiener Musikverein, Künstlerhaus Wien og Handelsakademie. Mod vest ligger Akademiehof, Wiener Secessions-bygningen og det tidligere Verkehrsbüro.
Foran Det Tekniske Universitets bibliotek står en udstillingspavillon for Kunsthalle Wien (det såkaldte Project Space Karlsplatz) i Rosa-Mayreder-Park. Endvidere finder man også de to jugend-pavilloner, der er en del af den oprindelse Stadtbahnstation Karlsplatz designet af Otto Wagner, der trods den nye U-bane fik lov til at blive stående.
En fodgængerpassage (Opernpassage) med forretninger fører under den brede Kärntner Straße, og fra passagen er der også adgang til U-banestationen.

## Trafik
Trafikalt hører Karlsplatz til blandt de vigtigste i Wien, idet fem forskellige vejtrafikstrømme mødes her, der bl.a. fører trafikken til West Autobahn mod Salzburg og mod nordøst til Bratislava.
Endvidere krydser tre af Wiens fem U-banelinjer (U1, U2 og U4) hinanden under Karlsplatz. Der er fra Karlsplatz forbindelse til sporvognslinjerne 62 og 65, til buslinjerne 4A og 59A samt Badner Bahn. Ved opgang til Kärntner Ring er der endvidere forbindelse til sporvognslinjerne 1, 2, D og J samt buslinje 3A.

## Narkotikahandel
Karlsplatz har i mange år været belastet af mange narkomisbrugeres ophold på pladsen samt narkotikahandel. Bl.a. for at beskytte børnene på den evangeliske skole ved Karlsplatz har det østrigske politi indført en overvåget sikkerhedszone.

## Ekstern henvisning
- wien-vienna.at | Karlsplatz Arkiveret 13. maj 2008 hos  Wayback Machine

48°11′57″N 16°22′12″Ø / 48.19917°N 16.37000°Ø